# Föderation Revolutionärer Sozialisten – Internationale
Die Föderation Revolutionärer Sozialisten – Internationale ist eine sozialistische Vereinigung, die in der Österreichischen Revolution im November 1918 entstand. Sie fusionierte im Mai 1919 mit der Kommunistischen Partei Deutschösterreichs (später KPÖ). Ihre führenden Köpfe waren der Rätesozialist Julius Dickmann, Leo Rothziegel und Johannes Wertheim.

## Geschichte
Auch in Österreich wurden während der Revolution Ende 1918 Räte etabliert, doch anders als im Deutschen Reich oder in Russland entstanden diese nur vereinzelt in großstädtischen Zentren (etwa in Wien oder im oberösterreichischen Industriegebiet). Die am 28. November 1918 gegründete Föderation Revolutionärer Sozialisten „Internationale“ (FRSI) war ein Ergebnis dieser Rätebewegung. Ihre Vorläufer waren Netzwerke revolutionärer Aktivisten aus der Zeit des Jännerstreiks 1918. Die Gruppe hatte eine föderative Organisationsform und unterschied sich damit von den zentralistischen Parteimodellen der Sozialdemokratie, aber auch der kommunistischen Parteien.
Der FRSI gehörten Rätekommunisten, Linksradikale, Syndikalisten, Anarchisten und einige linke Sozialdemokraten an. Den Beitritt des Bundes herrschaftsloser Sozialisten lehnte die FRSI hingegen ab, da sie die von Rudolf Großmann erstrebte „Herrschaftslosigkeit“ als unvereinbar mit der von der FRSI angestrebten Räteherrschaft betrachtete.
Die FRSI war als Fraktion in den Arbeiterräten vertreten und hoffte auf die Ausrufung einer gesamtösterreichischen Räterepublik. Daher lehnte sie auch die Wahlen zur Nationalversammlung im Februar 1919 ab, befürwortete aber keinen agitatorischen Wahlboykott. Als sich das Rätesystem nicht durchsetzen ließ, schloss sich die FRSI Ende Mai 1919 der KPDÖ an – in der Hoffnung auf ein baldiges erneutes Auffachen der Revolution.